# Miljeno
Miljeno (cyr. Миљено) – wieś w Bośni i Hercegowinie, w Republice Serbskiej, w gminie Čajniče. W 2013 roku liczyła 284 mieszkańców.